# Patinoire René-Froger
Pour les articles homonymes, voir René Froger et Froger.
La Patinoire René-Froger est la patinoire de Briançon.

## Historique

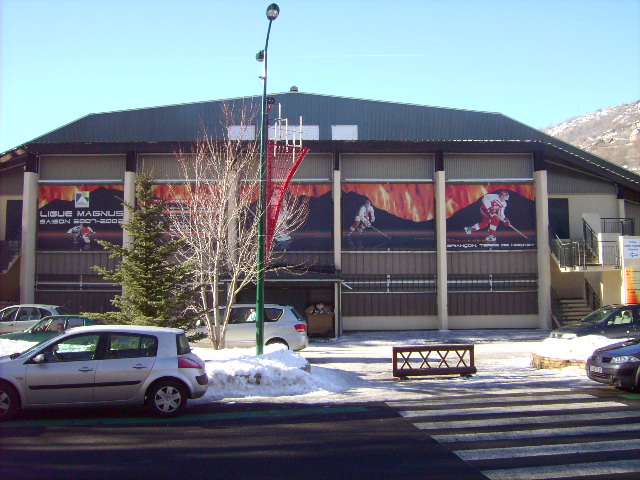
Patinoire René-Froger

Située dans le Parc des sports de Briançon, elle a été mise en service le 22 décembre 1968. Elle remplace la patinoire de la Chaumière. Le 29 décembre, le premier match de hockey sur glace est une rencontre amicale opposant Briançon à l'équipe italienne de Torre Pellice, le HC Valpellice. Auparavant, la patinoire se situait à la Chaumière. La patinoire René Froger a été couverte et chauffée en 1978. Le premier match dans cette enceinte est un match de Nationale B remporté 7-3 par Briançon contre Grenoble. La patinoire a été rénovée en 2000. Elle est l'antre de l'équipe des Diables Rouges de Briançon.

## René Froger
Le 6 septembre 1994, le nom de René Froger est donné à la patinoire lors de la célébration du 50e anniversaire de la libération de Briançon. Son nom a été donné en hommage à René Froger, ancien président du club de hockey sur glace de Briançon et mort déporté durant la seconde guerre mondiale. 

## Structure
Elle est composée de deux tribunes latérales, la tribune Antoine Faure côté sud et la tribune Yvon Peythieu côté nord. Yvon Peythieu est un des fondateurs de cette infrastructure. Comme Antoine Faure, il s'agit d'un ancien joueur de hockey sur glace de Briançon.

## Évènements
Cette infrastructure a accueilli divers évènements tels que des spectacles de patinage, et diverses compétitions officielles. 
- En hockey sur glace :
  - l'équipe de France est venue participer au tournoi de qualification pour les Jeux Olympiques d'hiver de 2006 à Turin (premier tour groupe 1 en novembre 2004).
  - l'équipe de France est venue participer à l'Euro Ice Hockey Challenge (novembre 2003, décembre 2006).
  - championnat du monde de hockey sur glace féminin 2001 : division I.
  - Championnat du monde moins de 18 ans de hockey sur glace 2002 : division II.
  - Championnat du monde moins de 18 ans de hockey sur glace 2003 : division I, groupe B.
  - championnat du monde junior de hockey sur glace 2004 : division I, groupe B.

- En patinage artistique :
  - Championnats de France 2001
  - Championnats de France 2004